# Disconeura tristriata
Disconeura tristriata là một loài bướm đêm thuộc phân họ Arctiinae, họ Erebidae.